# Brilli Gyula
Brilli Gyula (Csehország, Zborovic, 1866. – 1931. március 12.) a Magyar Turista Egyesület Esztergomi Osztálya ügyvezető elnöke.

## Életpályája
A ma Csehországhoz tartozó Zborovicban született 1866-ban. Kilépett katonatiszt volt. A civil életben szállító. Éveken át volt az esztergomi turisták vezetője. Tevékenyen vett részt a Magyar Turista Egyesület (MTE) Esztergomi Osztályának megalakításában, melynek egyben ügyvezető elnöke is volt. Fáradhatatlan munkájának eredménye lett az esztergomi Vaskapu menedékház felépítése, melyet később róla neveztek el. Nevét a menedékház falán emléktábla örökítette meg. 1909-ben a MTE Budapesti osztályának vidéki választmányi tagja volt és 1920-1930 között az MTE választmányi tagja. Később ezüst koszorús MTE tag. 1917-től a Magyar Turista Szövetség (MTSz) munkabizottsága tagja.
65 évesen hunyt el 1931. március 12-én.